# 四羰基吡啶合铁
四羰基吡啶合铁是一种配位化合物，化学式为C5H5NFe(CO)4。它可由九羰基二铁和吡啶在四氢呋喃中、一氧化碳气氛下反应制得；或由[Fe(py)6][Fe4(CO)13]在四氢呋喃中的羰基化反应得到。它在固态稳定，而在甲苯中分解为吡啶、五羰基铁和[(py)2FeFe(CO)4]2。